# L'Horme
Pour les articles homonymes, voir Horme.
L'Horme est une commune française située dans le département de la Loire en région Auvergne-Rhône-Alpes.

## Géographie
L'Horme est située à 18 km de sa préfecture, Saint-Étienne.
Le territoire communal se trouve au-dessus du bassin houiller de la Loire.
La superficie de la commune est de 4,4 km2 ; son altitude varie de 299  à   414 mètres.
| Cellieu       |         | La Grand-Croix      |
|               | L'Horme |                     |
| Saint-Chamond |         | Saint-Paul-en-Jarez |

### Voies de communication et de transport

#### Autoroutes et routes nationales
- Autoroute A47 : vers Lyon et Saint-Étienne.

#### Aéroport/Aérodrome
- Aéroport de Saint-Étienne-Loire
- Aérodrome de Saint-Chamond - L'Horme situé sur la commune.

#### Gare ferroviaire
- La gare de Saint-Chamond est située à moins de 3 kilomètres du centre de L'Horme.

#### Transports en commun
La ville est desservie par 2 lignes de bus du réseau STAS :
- La ligne M5 qui relie Saint-Étienne à Rive-de-Gier via Saint-Chamond, L'Horme, La Grand-Croix et Lorette avec une fréquence de 10 minutes en heures de pointe;
- La ligne 40 qui relie le centre commercial de la Maladière à Saint-Chamond par les quartiers de Fonsala, Izieux, centre-ville et Le Creux.
- L'ancienne ligne 59 est intégrée à la ligne M5 au 29 août 2022 qui va donc avoir des services scolaires desservant certaines zones anciennement desservies par la ligne 59, situés sur la commune et qui ne sont pas desservies par les bus réguliers de la ligne M5.
- L'ancienne ligne 58 est intégrée à la ligne M5. Cependant, les bus seront moins fréquents que pour la principale ligne M5.

### Climat
Pour des articles plus généraux, voir Climat d'Auvergne-Rhône-Alpes et Climat de la Loire.
En 2010, le climat de la commune est de type climat océanique dégradé des plaines du Centre et du Nord, selon une étude du Centre national de la recherche scientifique s'appuyant sur une série de données couvrant la période 1971-2000. En 2020, Météo-France publie une typologie des climats de la France métropolitaine dans laquelle la commune est exposée à un climat de montagne ou de marges de montagne et est dans la région climatique Nord-est du Massif Central, caractérisée par une pluviométrie annuelle de 800 à 1 200 mm, bien répartie dans l’année.
Pour la période 1971-2000, la température annuelle moyenne est de 11,1 °C, avec une amplitude thermique annuelle de 17,1 °C. Le cumul annuel moyen de précipitations est de 733 mm, avec 8,5 jours de précipitations en janvier et 6,1 jours en juillet. Pour la période 1991-2020, la température moyenne annuelle observée sur la station météorologique de Météo-France la plus proche, « St-chamond-p », sur la commune de Saint-Chamond à 3 km à vol d'oiseau, est de 12,5 °C et le cumul annuel moyen de précipitations est de 681,9 mm,. Pour l'avenir, les paramètres climatiques de la commune estimés pour 2050 selon différents scénarios d'émission de gaz à effet de serre sont consultables sur un site dédié publié par Météo-France en novembre 2022.
| Mois                                  | jan.          | fév.           | mars           | avril         | mai           | juin          | jui.         | août          | sep.        | oct.          | nov.          | déc.          | année      |
| ------------------------------------- | ------------- | -------------- | -------------- | ------------- | ------------- | ------------- | ------------ | ------------- | ----------- | ------------- | ------------- | ------------- | ---------- |
| Température minimale moyenne (°C)     | 0,7           | 0,7            | 3,5            | 6,6           | 10            | 13,8          | 15,9         | 15,1          | 12,2        | 9             | 4,5           | 1,2           | 7,8        |
| Température moyenne (°C)              | 3,9           | 4,6            | 8,2            | 11,9          | 15,3          | 19,5          | 21,9         | 21            | 17,5        | 13,3          | 8             | 4,5           | 12,5       |
| Température maximale moyenne (°C)     | 7,1           | 8,4            | 12,9           | 17,1          | 20,7          | 25,3          | 27,9         | 26,9          | 22,8        | 17,7          | 11,4          | 7,7           | 17,2       |
| Record de froid (°C) date du record   | −9,2 19.01.17 | −12,8 05.02.12 | −11,6 01.03.05 | −3,3 07.04.08 | 1,8 06.05.10  | 5,6 01.06.06  | 8,1 10.07.07 | 8 27.08.11    | 4 27.09.10  | −2,7 30.10.12 | −6,1 18.11.07 | −11 20.12.09  | −12,8 2012 |
| Record de chaleur (°C) date du record | 19 10.01.15   | 21,7 25.02.21  | 25,4 31.03.21  | 27,8 22.04.18 | 34,2 13.05.15 | 37,7 18.06.22 | 40 07.07.15  | 41,1 24.08.23 | 34 14.09.20 | 32 02.10.23   | 23,1 01.11.20 | 20,4 05.12.06 | 41,1 2023  |
| Précipitations (mm)                   | 38            | 34,4           | 38,2           | 55,5          | 66,7          | 71,3          | 70,4         | 66,7          | 53,5        | 69,3          | 75,4          | 42,5          | 681,9      |

## Urbanisme

### Typologie
Au 1er janvier 2024, L'Horme est catégorisée centre urbain intermédiaire, selon la nouvelle grille communale de densité à sept niveaux définie par l'Insee en 2022.
Elle appartient à l'unité urbaine de Saint-Étienne, une agglomération inter-départementale regroupant 32  communes, dont elle est une commune de la banlieue,,. Par ailleurs la commune fait partie de l'aire d'attraction de Saint-Étienne, dont elle est une commune de la couronne,. Cette aire, qui regroupe 105 communes, est catégorisée dans les aires de 200 000 à moins de 700 000 habitants,.

### Occupation des sols
L'occupation des sols de la commune, telle qu'elle ressort de la base de données européenne d’occupation biophysique des sols Corine Land Cover (CLC), est marquée par l'importance des territoires artificialisés (61,8 % en 2018), en augmentation par rapport à 1990 (52,8 %). La répartition détaillée en 2018 est la suivante : 
zones industrielles ou commerciales et réseaux de communication (31,3 %), zones urbanisées (30,5 %), prairies (22,6 %), zones agricoles hétérogènes (12,5 %), forêts (3,1 %). L'évolution de l’occupation des sols de la commune et de ses infrastructures peut être observée sur les différentes représentations cartographiques du territoire : la carte de Cassini (XVIIIe siècle), la carte d'état-major (1820-1866) et les cartes ou photos aériennes de l'IGN pour la période actuelle (1950 à aujourd'hui).

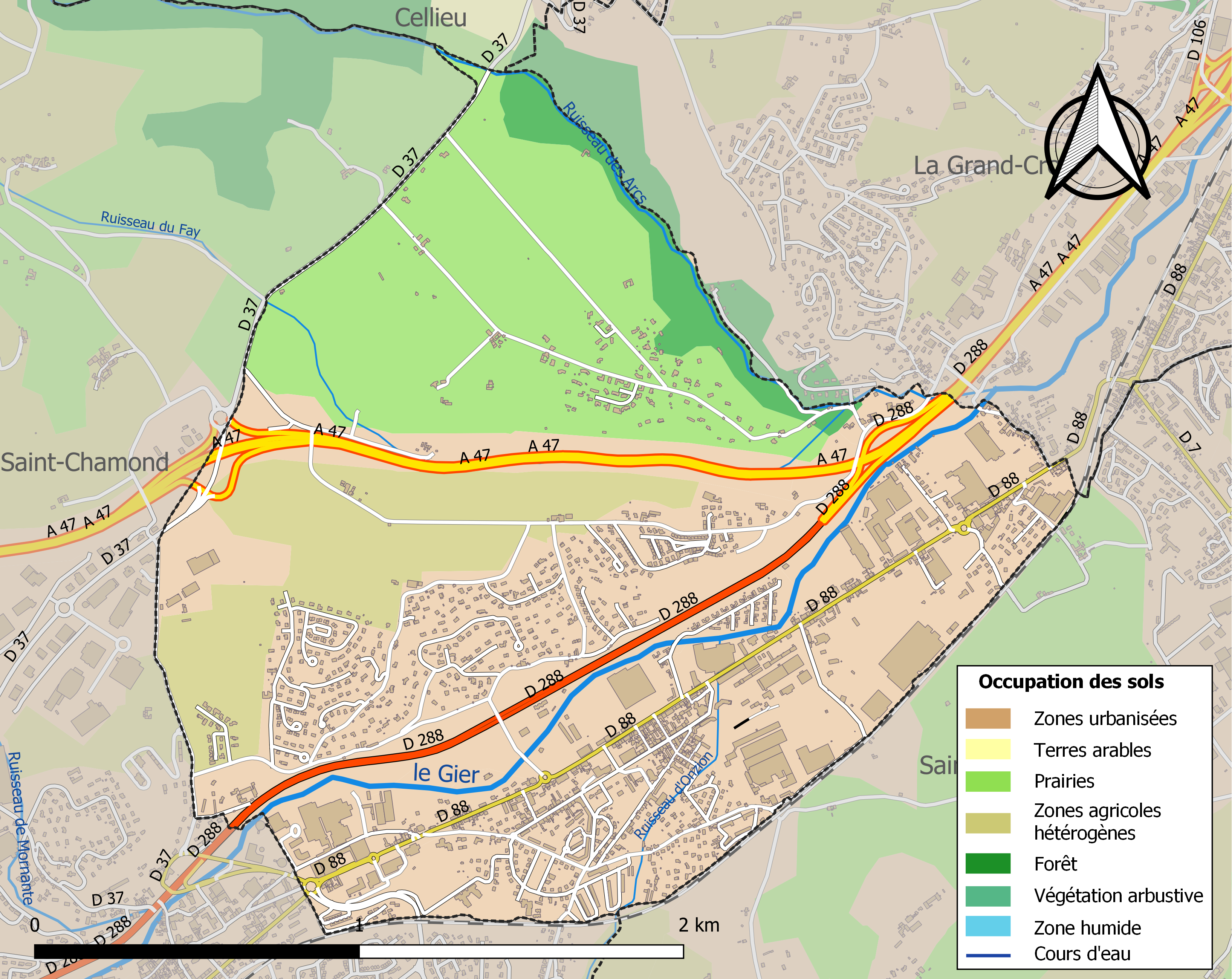
Carte des infrastructures et de l'occupation des sols de la commune en 2018 (CLC).

## Histoire
La ville possédait des forges et hauts fourneaux en 1827. La première locomotive est construite en 1840.
La commune a été créée par la loi du 14 février 1905 regroupant des territoires issus des communes de Saint-Julien-en-Jarez et de Saint-Paul-en-Jarez. Elle devait alors son essor au développement industriel : mines, hauts fourneaux, forges...
Pour la petite histoire, le H dans son nom provient d'une hache qui serait restée plantée dans un orme.

## Politique et administration

### Liste des maires
| Période        | Période                    | Identité         | Étiquette       | Qualité |
| -------------- | -------------------------- | ---------------- | --------------- | --- |
| avril 1905     | mai 1912                   | André Langard    |                 | Premier maire de L'Horme |
| mai 1912       | 1922                       | Louis Magnard    |                 | Décédé en fonction |
| 1922           | septembre 1944             | Jean-Marie Riche |                 | |
| septembre 1944 | mars 1959                  | Francis Nicolas  |                 | |
| mars 1959      | mars 1965                  | Alfred Borel     |                 | |
| mars 1965      | mars 1977                  | Louis Villard    |                 | |
| mars 1977      | juin 1995                  | Claude Escot     | DVD             | Conseiller général de La Grand-Croix (1989 → 2001) |
| juin 1995      | mars 2014                  | Solange Berlier  | UDF puis NC-UDI | Conseillère générale de La Grand-Croix (2001 → 2015) Vice-présidente du conseil général de la Loire Suppléante du député François Rochebloine (1993 → 2012) |
| mars 2014      | mai 2020                   | Enzo Viviani     | DVD             | Retraité Adjoint au maire (1989 → 2014) |
| mai 2020       | juin 2024                  | Julien Vassal    | DVD             | Infirmier anesthésiste au CHU de Saint-Étienne Démissionnaire                                                                                               |
| juin 2024      | En cours (au 15 juin 2024) | Audrey Berthéas  | SE              | Professeure des écoles Première adjointe au maire (2020 → 2024)                                                                                             |

### Tendances politiques et résultats
La maire sortante ne s'est pas représentée et Enzo Viviani succède au poste de maire, seul représentant ; le taux de participation est de 44,12 %. 27 sièges sont pourvus dont 2 au conseil communautaire.

## Démographie
L'évolution du nombre d'habitants est connue à travers les recensements de la population effectués dans la commune depuis 1906. Pour les communes de moins de 10 000 habitants, une enquête de recensement portant sur toute la population est réalisée tous les cinq ans, les populations de référence des années intermédiaires étant quant à elles estimées par interpolation ou extrapolation. Pour la commune, le premier recensement exhaustif entrant dans le cadre du nouveau dispositif a été réalisé en 2004.

En 2022, la commune comptait 4 868 habitants, en évolution de +1,16 % par rapport à 2016 (Loire : +1,32 %, France hors Mayotte : +2,11 %).
| 1906  | 1911  | 1921  | 1926  | 1931  | 1936  | 1946  | 1954  | 1962  |
| ----- | ----- | ----- | ----- | ----- | ----- | ----- | ----- | ----- |
| 3 525 | 3 707 | 3 664 | 4 019 | 3 708 | 3 400 | 3 472 | 3 844 | 4 324 |

| 1968  | 1975  | 1982  | 1990  | 1999  | 2004  | 2006  | 2009  | 2014  |
| ----- | ----- | ----- | ----- | ----- | ----- | ----- | ----- | ----- |
| 5 072 | 5 028 | 4 858 | 4 689 | 4 639 | 4 779 | 4 749 | 4 739 | 4 822 |

| 2019  | 2022  | - | - | - | - | - | - | - |
| ----- | ----- | - | - | - | - | - | - | - |
| 4 746 | 4 868 | - | - | - | - | - | - | - |

## Économie et industrie

### Industrie
- La société Pichon Mécanique (créée en 1923 à Saint-Chamond)[25].

## Culture locale et patrimoine

### Lieux et monuments
- Chapelle du Fay (XVIIe siècle).
- Église Saint-Nicolas de L'Horme.

### Espaces verts et fleurissement
En 2014, la commune obtient le niveau « une fleur » au concours des villes et villages fleuris.

### Personnalités liées à la commune
- Jean Dasté (1904-1994), comédien, est enterré à L'Horme.
- Alain Bonnard (1939-2011), compositeur, est né à L'Horme.

## Jumelages
Pian di Scò (Italie) depuis 1993.